# Acrocyrtidus aurescens
Acrocyrtidus aurescens là một loài bọ cánh cứng trong họ Cerambycidae.